# 도원고등학교
도원고등학교(桃源高等學校)는 대한민국 대구광역시 달서구 도원동에 있는 공립 고등학교이다.

## 학교 연혁
- 2001년 12월 1일 : 도원고등학교 36학급·특수 3학급 설립인가
- 2002년 5월 1일 : 도원고등학교 착공
- 2003년 3월 1일 : 초대 곽태현 교장 취임
- 2003년 3월 4일 : 제1회 입학식 (일반학급 15학급, 특수학급 1학급)
- 2003년 6월 23일 : 도원고등학교 완공
- 2004년 2월 1일 : 교가 제정 (작사 손병현, 작곡 석진환)
- 2006년 2월 10일 : 제1회 졸업식(521명 졸업)
- 2009년 12월 23일 : 교육과학기술부 요청 대구시교육청 지정 정책 연구학교
- 2021년 9월 1일 : 제9대 박대호 교장 취임
- 2022년 1월 26일 : 제17회 졸업식(졸업생 211명, 총 졸업생 수 6,177명)
- 2022년 3월 2일 : 제20회 입학식(남 99명, 여 81명 계 180명)

## 참고 자료
- 도원고등학교 - 한국교육학술정보원 학교알리미